# Umkirch
Umkirch település Németországban, azon belül Baden-Württembergben. Lakosainak száma 5954 fő (2023. december 31.).

## Népesség
A település népessége az elmúlt években az alábbi módon változott:
| Lakosok száma | 3712 | 5731 | 5793 | 5848 | 5954 | 5954 |
|               | 1975 | 2017 | 2019 | 2021 | 2022 | 2023 |